# Xiri
Xiri, auch Cape Hottentot, Gri, Grikwa, Griqua, Gry, Xirikwa oder Xrikwa, ist eine von den Griqua gesprochene Khoisansprache in Südafrika und dem angrenzenden Namibia. Sie gehört zur Familie der Khoe-Kwadi-Sprachen. Xiri ist mit der Sprache Nama verwandt.
Ehemals wurde Xiri an der Küste des südlichen Afrika von Namibia bis nach Lesotho gesprochen, doch heute gilt die Sprache als moribund. In Namibia soll es noch etwa 100 Sprecher geben, in Südafrika 87.